# 橘家富蔵
橘家 富蔵（たちばなや とみぞう、1955年12月27日 - ）は、北海道常呂郡常呂町（現：北見市）出身の落語家。落語協会所属。出囃子は『富蔵』。本名∶高橋 英義。

## 経歴
札幌旭丘高等学校、札幌大学経営学部経営学科卒業。大学1年生のときに怪我で野球部を退部し、ちょうど発足したばかりだった落語研究会に入部。2年生でプロの落語家を目指し、卒業後に上京する。1979年4月に五代目月の家圓鏡に入門。翌年6月に前座になる。名は月の家杵助。
1983年3月に二ツ目昇進、橘家舛蔵に改名。
1995年3月に柳家小三太、三遊亭圓王、初音家左橋、古今亭菊輔、三遊亭吉窓、金原亭生駒、柳家一九、林家うん平、桂扇生と共に真打昇進。福富太郎の名から一字貰い、橘家富蔵に改名。

## 芸歴
- 1979年4月∶五代目月の家圓鏡に入門。
- 1980年6月∶前座となる、前座名「杵助」。
- 1983年3月∶二ツ目昇進、「舛蔵」と改名。
- 1995年3月∶真打昇進、「富蔵」と改名。

## 逸話
- 札幌旭丘高等学校の落語家の後輩に春風亭柳朝（6代目）がいる。
- 札幌大学出身の落語家の後輩に金原亭馬遊がいる。